# Barbara Bakulin
Barbara Bakulin, geborene Kobzda (* 23. September 1950 in Gostyń), ist eine ehemalige polnische Sprinterin.
Im Jahr 1971 wurde sie bei den Europameisterschaften in Helsinki Vierte in der 4-mal-100-Meter-Staffel und schied über 200 Meter im Vorlauf aus.
Bei den Olympischen Spielen 1972 in München wurde sie Achte in der 4-mal-100-Meter-Staffel.
1974 gewann sie bei den Europameisterschaften in Rom Bronze in der 4-mal-100-Meter-Staffel und erreichte über 200 Meter das Halbfinale.

## Persönliche Bestzeiten
- 100 m: 11,5 s, 1. Mai 1975, Lissabon
- 200 m: 23,21 s, 20. August 1973, Moskau (handgestoppt 23,1 s, 28. Juni 1972, Warschau)